# Anatole Deibler
 (mars 2017).
Pour les articles homonymes, voir Deibler.
Anatole Deibler, né le 29 novembre 1863 à Rennes (Ille-et-Vilaine) et mort le 2 février 1939 à Paris (Seine), est un bourreau français. Il a succédé directement à son père Louis Deibler au poste d'exécuteur en chef, poste qu'il occupa 40 ans durant. Sur une carrière de 54 ans, il participa à l'exécution de 395 personnes dont 299 en tant qu'exécuteur en chef.
Il est considéré comme l'un des plus célèbres bourreaux français pour plusieurs raisons. Il exerça à une époque où les exécutions étaient publiques et où les médias friands de sensationnalisme et s'équipant de photographes et de caméras firent de lui une sorte de célébrité. Il représentait une forme d'institution anachronique, transposant le rituel médiéval du bourreau dans un monde plus moderne, où règnent les automobiles, la technologie et les médias de masse.

## Biographie

### Jeunesse
Fils aîné du bourreau Louis Deibler et de Zoé Rasseneux (fille d'Antoine Rasseneux, exécuteur d'Algérie dont Louis Deibler a été l'assistant), Anatole Joseph François Deibler eut une enfance de souffre-douleur. À douze ans, il entame une carrière de vendeur en confection dans un grand magasin. Il assiste à une première exécution, le 30 mars 1882 à Versailles. Il décide d'effectuer son service militaire, qu'il achève en 1885. 
D'abord réticent à entamer une carrière de bourreau, il se résigne et part apprendre le métier à Alger auprès de son grand-père maternel Antoine Rasseneux. Sa première exécution a lieu le 8 septembre 1885, en guillotinant Francisco Arcano à Alger. Dix-sept autres suivront jusqu'à l'automne 1890, quand un des aides de son père meurt, laissant un poste d'aide-bourreau vacant. Revenu à Paris, il est nommé adjoint en second le 1er novembre 1890, et assiste son père lors de soixante-dix-huit exécutions, dont la première est celle de Michel Eyraud, le 3 janvier 1891.
Le 5 avril 1898, il épouse Rosalie Rogis, descendante d'une famille de bourreaux (ses deux frères, Louis et Eugène-Clovis, deviendront aides d'Anatole). Peu après l'exécution du tueur en série Joseph Vacher (le 31 décembre 1898 à Bourg-en-Bresse), le 2 janvier 1899, son père démissionne et Anatole devient ainsi exécuteur en chef des arrêts criminels de France. Louis Deibler, ayant appris sa nomination, lui dira alors : « Ah, mon fils, que voilà de jolies étrennes ! ». 
Depuis lors, il officiera souvent en province sous le patronyme d’emprunt de « Boyer », nom de jeune fille de sa grand-mère.

### Exécuteur en chef des arrêts criminels de France
Après une exécution à Troyes le 14 janvier 1899, passée relativement inaperçue, Anatole Deibler officie pour la première fois à Paris le 1er février, en guillotinant Alfred Peugnez devant les prisons de la Roquette (c'est d'ailleurs la dernière exécution qui s'est déroulée à cet endroit). Les journaux sont élogieux. Dans les Annales politiques et littéraires du 12 février, on lit : 

« Tous les journaux s'accordèrent à rendre justice au jeune monsieur Deibler qui montra pour ses débuts à Paris un tournemain et une aisance de vieux praticien. Jeune, élégant, vêtu d'une redingote de couleur sombre, comme un témoin de duel sélect, il réalise dans la perfection le type du bourreau moderne. On peut, après cet heureux essai, lui prédire une belle carrière et un nombre respectable de représentations. »

Dans Le Journal, le lendemain de l'exécution, Jean Lorrain est un peu moins enthousiaste : 

« De la descente de voiture au couperet, le rythme est un peu trop rapide. Cela enlève de la solennité qui constitue pourtant la raison d'être d'une exécution. »

Son premier enfant, Roger Aristide Hector, naît le 20 septembre 1899. Victime d'une erreur médicale, l'enfant meurt le 10 novembre. Anatole ne se remettra jamais de ce décès et reportera son affection sur son neveu André Obrecht, né un mois avant son fils, qui était le fils unique de Juliette Rogis, sa belle-sœur, qui décédera prématurément de tuberculose l'année suivante.
Les premières années d'exécuteur en chef seront peu actives. Élu en 1895, le président de la République Félix Faure meurt subitement le 16 février 1899, bien avant la fin de son mandat, et c'est Émile Loubet, modérément partisan de la guillotine, qui lui succède. Seuls dix-huit condamnés à mort seront exécutés au cours de son septennat : quatre en 1899, trois en 1900, trois en 1901, trois en 1903 et cinq en 1905. La même année, le ménage Deibler aura une fille, Marcelle, née le 4 mai 1905. 
Durant cette période calme, Anatole mène une vie paisible, sous le signe de la modernité. Bien que travaillant avec une machine plus que séculaire, il est un partisan du progrès. Il sera un des premiers Français à obtenir son permis de conduire. Il montrera un goût certain pour la mécanique et la photographie. Il va régulièrement au cinéma, au cirque et aime cuisiner. Son seul vrai défaut est qu'il fume sans arrêt ; il n'arrêtera que sur les instances de son médecin et de Marcelle, sa fille, en 1925.

### Les années abolitionnistes
En 1906, Armand Fallières et les abolitionnistes président aux destinées de la France. Durant trois ans, tous les condamnés échapperont à Deibler, qui devra, pendant cette période, trouver un emploi de rechange, à savoir placier en vins de Champagne. Il prendra néanmoins la précaution de se présenter sous le nom de «François Rogis». À l'automne 1907, le président Fallières gracie Albert Soleilland, auteur d'un crime sexuel abominable, et l'opinion publique proteste alors contre l'abolition. L'Assemblée statuera sur la peine capitale l'année suivante.

### La reprise des exécutions
Devant le refus massif de la suppression de la peine de mort, Fallières doit réagir, et l'année 1909 verra la reprise des exécutions : treize têtes sous le couperet (comprenant la première exécution devant la prison de la Santé), une double exécution à Albi, une triple exécution à Valence (celle des «chauffeurs de la Drôme ») et une rareté : la première exécution de l'année, à Béthune, sera quadruple, avec l'exécution des quatre principaux dirigeants de la bande Pollet. Par la suite, il procédera à une vingtaine de doublés, et une autre triple, celle des quelques survivants de la bande à Bonnot, en 1913.
La guerre n'arrête pas le bourreau : une vingtaine d'exécutions ont lieu entre 1914 et 1918. En mars 1918, Deibler part à Furnes en Belgique, sous les bombardements de l’armée allemande, pour guillotiner Émile Ferfaille au nom du peuple belge (il aura à quitter la France une autre fois en juin 1923, pour guillotiner dans le Territoire du Bassin de la Sarre, alors sous occupation française).
En août 1918, il est mobilisé et travaille comme secrétaire au ministère des Armées, avec l'autorisation d'absence en cas d'exécution. Les années faisant immédiatement suite à la guerre sont les plus fructueuses, comme si les massacres de l'Est avaient libéré les mœurs criminelles. En 1921, vingt-deux condamnés à mort seront exécutés, et en 1922, vingt, dont Landru. Parmi d'autres noms moins connus, Alexandre Ughetto (en 1930), Gorguloff (assassin du président Paul Doumer en 1932) ou Sarrejani (en 1934). Le 24 janvier 1939, à Lyon, il décapite Abdelkader Rakida. Ce sera sa dernière exécution (il aura exécuté en tout près de quatre cents criminels).

### Mort
En 1939, Deibler entre dans sa 76e année. C'est un homme toujours affable, sa barbe et le peu de cheveux qui lui restent sont tout blancs. En moyenne, il exécute environ sept condamnés par an. Le 1er février 1939, il reçoit un nouvel ordre d'exécution. Au matin du 3, il doit se trouver aux portes de la prison départementale Jacques-Cartier à Rennes, avec sa machine, pour y décapiter Maurice Pilorge. Mais sur un quai de la station Porte de Saint-Cloud, il se sent subitement mal. Il s'écroule, victime d'un infarctus. Les gens l'entourent, on le transporte à l'hôpital.  Il meurt vers 8 heures. Jules-Henri Desfourneaux, André Obrecht et Georges Martin, qui patientaient à la gare de Paris-Montparnasse, voient arriver, dans la Citroën beige et marron, Marcelle Deibler et Georgette Desfourneaux. Les deux femmes effondrées préviennent les aides du décès de leur patron.
On doit surseoir à l'exécution, mais la Justice est en marche. Pour la seconde fois de sa carrière, Desfourneaux, aide de première classe, exerce les fonctions de chef le 4 février. Le lendemain, Deibler est inhumé aux côtés de son père et de son fils au vieux cimetière de Boulogne (division 2). Un mois et demi après, sur les instances de la veuve d'Anatole, Desfourneaux, ayant épousé une nièce d'Anatole Deibler, obtient le poste convoité d'exécuteur en chef.

## Bilan et postérité
Au total, Deibler exécuta 395 condamnés à mort de 1885 à 1939, dont 299 en tant qu'exécuteur en chef, de 1899 à 1939.
À compter de la première exécution qu'il effectua, en 1885, il conserva une série de carnets d'écolier sur lesquels il nota scrupuleusement chaque exécution à laquelle il avait participé. Au départ, il ne marquait que la date, le lieu, le nom du condamné et son crime, sommairement relaté, mais le temps passant, il finit par ajouter des détails (temps, heure de l'exécution, jour de la semaine, attitude du condamné lors de son réveil) et par raconter en détail le crime pour lequel on l'avait condamné à mort.
En 1891, il se lança parallèlement dans la rédaction de carnets de condamnations, dans lesquels il marquait toutes les condamnations à mort prononcées annuellement par les jurys français. Des croix de couleurs différentes permettaient de comprendre le sort des condamnés : une croix bleue signifiait la grâce, le texte entier rayé de bleu la cassation du verdict et une croix rouge cerclée de noir l'exécution. Dans ce dernier cas, Anatole Deibler reproduisait in extenso le contenu du carnet de condamnations dans celui d'exécutions.
Après sa mort, ces documents furent conservés par sa veuve et sa fille. Cette dernière finit par vendre les carnets à une association de recherches historiques au début des années 1980. Ils furent vendus une seconde fois aux enchères, à l'hôtel des ventes Richelieu-Drouot le 5 février 2003, et ils dépassèrent la somme record de 100 000 euros. L'acquéreur en était une société spécialisée dans les autographes anciens.

### Dans les arts populaires

#### Chansons
Le personnage de Deibler apparaît dans plusieurs chansons réalistes ou satirico-politiques :
- Géomay (Aristide Bruant) 1900 :

Une nuit qu'il 'tait en permission
vlà qu'i' tu' la vieille d'un coup d'scion
C'est-i bête!
L'aut' matin Deibler, d'un seul coup,
Place d'la Roquette, y a coupé la tête.
- On est en République (Montéhus/Roger Chantegrelet-Pierre Doubis) 1910 :

Enfin, ça y est ! On est en République !
Tout marche bien, tout le monde est content !
Monsieur Deibler, avec sa mécanique,
Nous coûte à peine soixante mille francs par an.
- Les nocturnes (Gaston Gabaroche) 1914 :

Devant la porte sombre
De la vieille prison,
Des gens dans l'ombre
Descendent d'un fourgon.
Soudain la sinistre machine
Se dresse dans la nuit.
Deibler monte sa guillotine
Lentement, sûrement, sans bruit,
Dans un silence profond.
La foule observe ce qu'ils font.
- Du Gris (E. Dumont/F. L. Benech) 1920 :

Y a l'alcool, me parle pas de cette bavarde
Qui vous met la tête à l'envers.
La rouquine, qu'était une pocharde,
A vendu son homme à Deibler.

#### Littérature
- Il apparaît dans Fantômas, roman écrit en 1911 et premier d'un cycle consacré au génie du mal créé par Pierre Souvestre et Marcel Allain. À la fin du récit, il est chargé de l'exécution du criminel (mais est-ce bien Fantômas qui est guillotiné ?). Auparavant Deibler avait été cité dans l'un des articles d'Alphonse Allais.
- Le poème Hommes[12] de Robert Desnos fait mention de lui : « La machine tourne aux ordres de Deibler. »
- Il est mentionné par Léo Malet dans L'Homme au sang bleu et Les Rats de Montsouris[13], ainsi que par Frédéric Dard dans Passez-moi la Joconde, Du sirop pour les guêpes et Faut être logique (de la série des San-Antonio). Il est aussi mentionné, sous la forme d'une apparition spirite, dans Discordances de la Cité ardente, de Christian Delcourt.
- Dans son roman Notre-Dame-des-Fleurs, Jean Genet cite un graffiti de prison le mentionnant : « Mon cœur à ma mère, ma bite aux putains, ma tête à Deibler. »
- Il apparaît dans le roman de Michel Folco Dieu et nous seuls pouvons.
- Il est l'un des personnages de L'obéissance de François Sureau, paru en 2007, qui relate l'expédition de Furnes, et de la bande dessinée L'Obéissance de Franck Bourgeron, adaptée de ce roman en 2010.
- Il apparaît dans le roman de Georges Bernanos, Nouvelle Histoire de Mouchette, par la voix du personnage d'Arsène : "A quoi ça me servirait de vous faire du mal. Je devrais avoir votre peau, et ça n'est pas la Guyane que je risquerais, mais Deibler."

#### Théâtre
Son personnage est confronté à Henri Désiré Landru dans la pièce de théâtre Landru et fantaisies de Christian Siméon, aux éditions de l'Avant-scène Théâtre, en 2003. Une confrontation a lieu durant toute la pièce entre le tueur en série et Deibler, tueur « public ».

#### Cinéma
- Dans Le Voyage de la veuve, téléfilm réalisé par Philippe Laïk et diffusé sur France 2 en 2008, Anatole Deibler est incarné par Jean-Michel Dupuis.
- Dans son film Le Comédien, Sacha Guitry met dans la bouche de son père une réplique qu'il attribue à Deibler à propos du directeur du théâtre dans lequel il se produit : « Bloch, il a une tête qui me revient ».

#### Exposition
- Au Palais du Parlement de Bretagne à Rennes, du 3 octobre 2022 au 4 novembre 2022,  exposition  « Dans la peau du bourreau : Anatole Deibler (1863-1939) »[14].